# Vier Noorder Koggen (ambacht)

De vier ambachten van West-Friesland rond 1750. Ligging van het ambacht De Vier Noorder Koggen aangegeven.

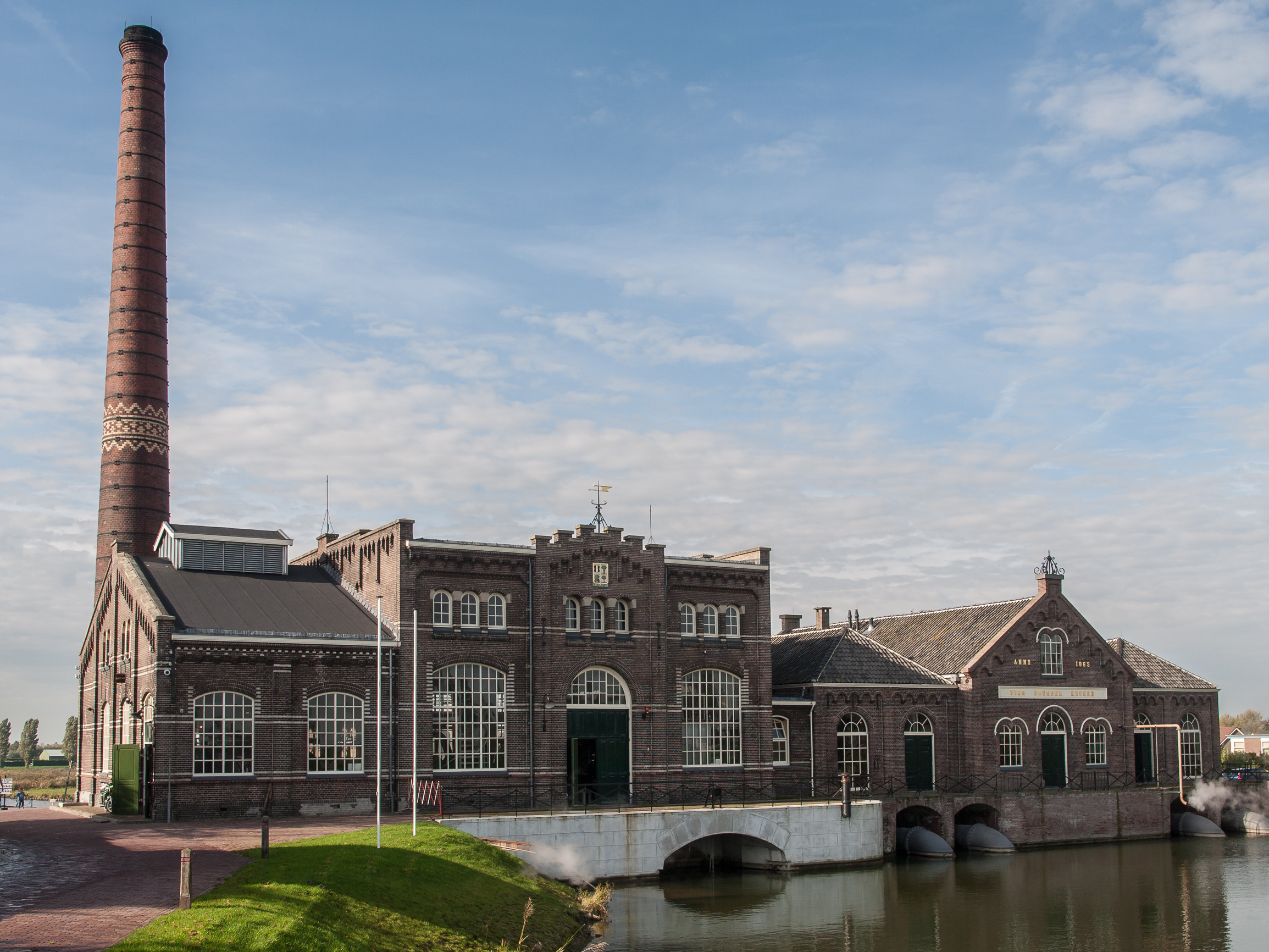
Stoomgemaal De Vier Noorder Koggen, nu Nederlands Stoommachinemuseum

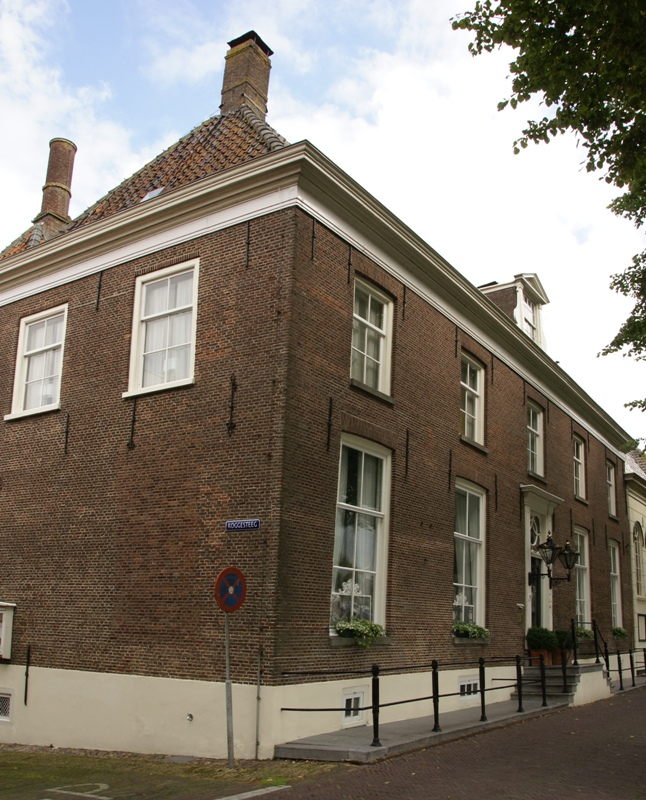
Het Koggehuis in Medemblik, bestuurszetel (gemeenlandshuis) van het ambacht

Het Ambacht van West-Friesland, genaamd „De Vier Noorder Koggen” is een voormalig ambacht en waterschap in West-Friesland, in de Nederlandse provincie Noord-Holland.
Het ambacht, dat ook wel Hoogwouder of Overleker ambacht werd genoemd , had gedurende een groot deel van zijn bestaan vooral een waterstaatkundige taak: als waterschap was het verantwoordelijk voor het onderhoud van een deel van de Westfriese Omringdijk en voor de bemaling van de boezem van het ambacht. De belangrijkste stad in het ambacht was Medemblik.

## Indeling
In de Middeleeuwen was West-Friesland verdeeld in vier ambachten: bovenlokale bestuurseenheden die vermoedelijk al bestonden voor West-Friesland werd onderworpen door de graven van Holland. Deze ambachten bestonden op hun beurt uit enkele koggen, die weer in bannen (dorpen) waren onderverdeeld. De Vier Noorder Koggen waren: de Hoogwouder Kogge, de Middelkogge, de Zeekogge of Medemblikker Kogge en de Wognumer Kogge. Na de onderwerping van de Westfriezen door Floris V en definitief door Jan I, werden baljuwschappen ingesteld die de hoge jurisdictie hadden en belast waren met het toezicht op de dijken. Samen met Drechterland vormde de Vier Noorder Koggen het Oosterbaljuwschap van West-Friesland. Dit baljuwschap was overigens geen lang leven beschoren: in het begin van de 15e eeuw werd een groot deel van het platteland van West-Friesland verdeeld in 'plattelandssteden' met stadsrecht, de rest werd onder de jurisdictie van een van de bestaande steden gevoegd.
| Koggen en bannen van de Vier Noorder Koggen omstreeks 1350 | Koggen en bannen van de Vier Noorder Koggen omstreeks 1350                   |
| ---------------------------------------------------------- | ---------------------------------------------------------------------------- |
| Hoogwouder Kogge                                           | Aartswoud · Hoogwoud · Opmeer                                                |
| Middelkogge                                                | Lambertschaag · Abbekerk · Sijbekarspel · Benningbroek · Midwoud · Twisk     |
| Zeekogge / Medemblikker kogge                              | Oostwoud · Opperdoes · Almersdorp · Medemblik · Hauwert (?) · Nibbixwoud (?) |
| Wognumer kogge                                             | Wognum · Wadway · Spanbroek · Obdam · Hensbroek                              |

Deze verdeling wijkt af van die in de 19e eeuw. Dan is Almersdorp verdronken, Abbekerk en Lambertschaag zijn bij de Hoogwouder Kogge gekomen, Hoog- en Laag-Zwaagdijk en Hauwert zijn bij de Medemblikker kogge gevoegd, Obdam en Hensbroek zijn bij de Middelkogge gekomen (en in 1864 afgescheiden en bij Geestmerambacht gevoegd).

## Waterschap
Het gedeelte van de Westfriese Omringdijk dat onder het beheer van de Vier Noorder Koggen viel, stond onder toezicht van de superintendenten van de Vier Noorder Koggen, afgevaardigden uit de Hollandse steden Haarlem, Amsterdam, Alkmaar, Hoorn, Enkhuizen en Medemblik. Aanvankelijk, vanaf 1492, bij oorkonde van keizer Maximiliaan I waren dit er twaalf, later zes. Het ontstaan van het ambacht zelf als dijkgraafschap valt iets later, in 1503: in dat jaar wordt het 'Oosterdijkgraafschap' gesplitst in de Vier Noorder Koggen en Drechterland, die ieder hun eigen dijkgraaf krijgen.
Met uitzondering van enkele polders die direct op zee uitsloegen (waarvan de Binnenpolder onder Hoogwoud, Aartswoud en Opmeer de grootste was) maalde het gehele ambacht uit op één boezem. Die boezem werd aanvankelijk bemalen met windmolens; halverwege de 19e eeuw waren dit er 24. Met het gereedkomen van het Stoomgemaal Vier Noorder Koggen in 1869 werden al deze molens gesloopt. Tot in de twintigste eeuw is het ambacht als waterschap blijven fungeren. Naar aanleiding van de watersnood van 1916 werden de dijktaken gecentraliseerd en ondergebracht in het Hoogheemraadschap Noordhollands Noorderkwartier. Per 1 januari 1973 fuseerde de Vier Noorder Koggen met Drechterland (dat tegen die tijd nog slechts een 'wegschap' was) met de inliggende polders tot het Waterschap Westfriesland.
De naam van het voormalige ambacht is daarna nog de inspiratie geweest voor de naam van de fusiegemeente Noorder-Koggenland.